# Communauté rurale de Touba Toul
La communauté rurale de Touba Toul est une communauté rurale du Sénégal située à l'ouest du pays. 
Elle fait partie de l'arrondissement de Thiénaba, du département de Thiès et de la région de Thiès.  La commune de Touba Toul est située dans le département de Thiès, au Sénégal. Elle s’étend sur une superficie d’environ 183 km² et compte une population estimée à 70 000 habitants. La commune est composée de 98 villages et 22 hameaux, majoritairement peuplés de Sérères et de Wolofs.  
Géographie et accessibilité
Touba Toul se trouve au nord-est de la commune de Khombole, à environ 6 km de la route nationale N°3 (RN3) menant vers la région de Diourbel. Elle est également traversée par l’autoroute à péage « Ila-Touba », avec deux sorties menant respectivement vers la RN3 et vers Tivaouane.
Administration
Depuis le 23 janvier 2022, le maire de la commune est M. Ameth DIEYE. La commune est divisée en cinq zones : Touba Toul-Centre, Ndiakhou, Ndoucoumane, Thila Ounté et Keur Ibra Gueye. 
Éducation et santé
Touba Toul dispose de 34 écoles primaires, 3 collèges d’enseignement moyen, un lycée, ainsi que plusieurs écoles arabes et coraniques. 
En matière de santé, la commune compte huit postes de santé et une vingtaine de cases de santé. Un projet de construction d’un centre de santé secondaire, d’une capacité de 55 à 110 lits, a été lancé pour combler un besoin crucial en infrastructure de santé.  
Économie et infrastructures
Le marché hebdomadaire de Touba Toul, connu sous le nom de « louma », est l’un des plus dynamiques du Sénégal, particulièrement réputé pour la diversité et l’abondance du bétail. Le foirail a été délocalisé pour une meilleure accessibilité et est désormais entièrement clôturé et doté de commodités telles que l’eau, des toilettes et l’électricité. 
En 2021, l’Office des forages ruraux (Ofor) a doté la commune d’un château d’eau de 20 mètres de haut, d’une capacité de stockage de 150 m³, afin d’améliorer l’approvisionnement en eau potable.
Culture et religion
Touba Toul est une commune avec une forte communauté musulmane. Le passage de Cheikh Ahmadou Bamba en 1902 a largement favorisé l’implantation du mouridisme dans la localité. De grands marabouts mourides, tels que Serigne Mame Mor Mbacké, sont installés à Touba Toul. 
Développement social
Pour lutter contre l’exode rural, la commune a lancé un programme de formation et d’insertion pour les femmes et les jeunes, visant à renforcer leur autonomie et à dynamiser l’économie locale. 
Pour plus d’informations, vous pouvez consulter le site officiel de la commune :